# 萬博穿梭號列車

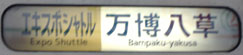
「萬博穿梭 前往萬博八草」的側邊方向幕

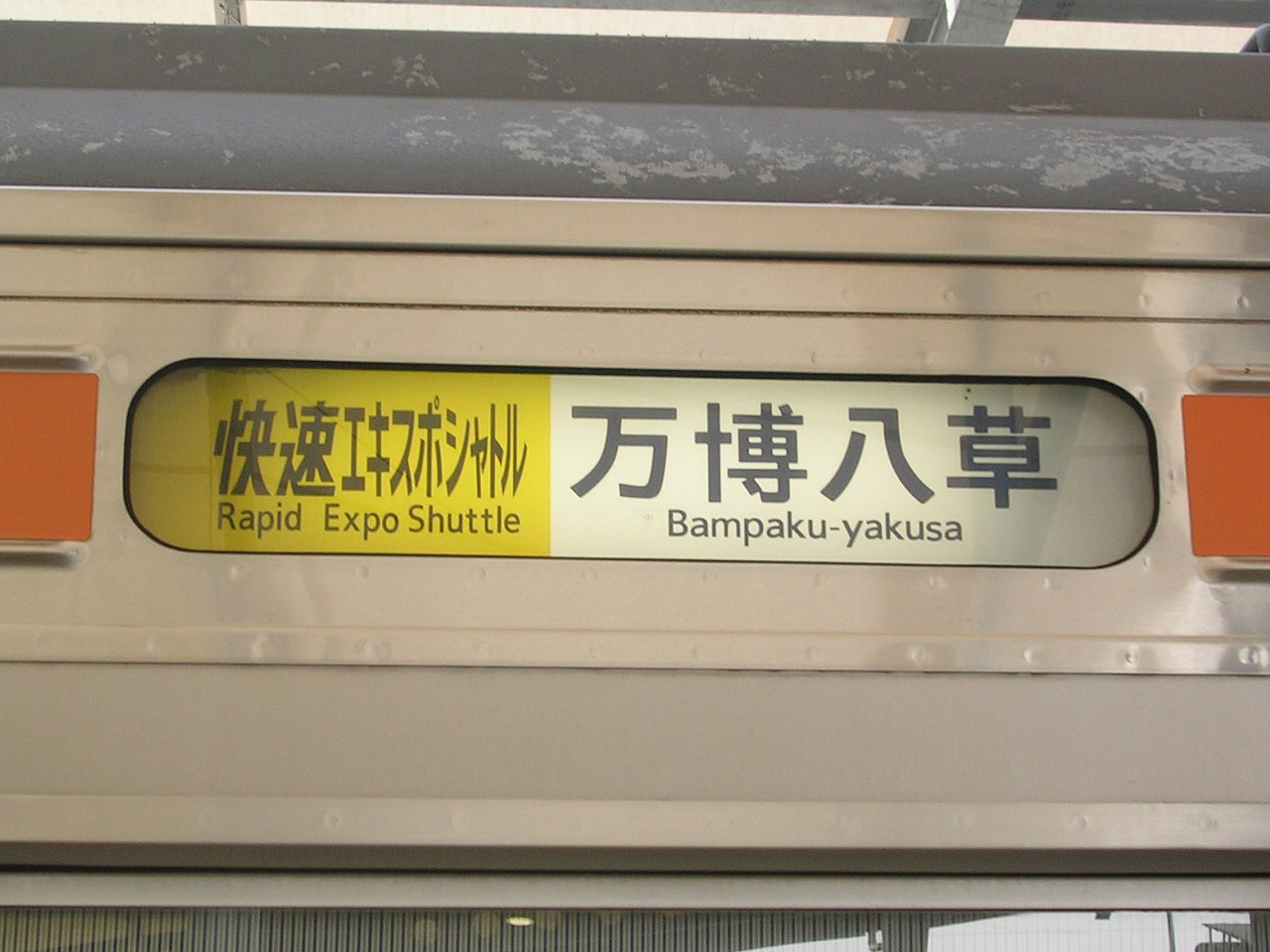
「快速萬博穿梭 前往萬博八草」的側邊方向幕

萬博穿梭（日语： Ekisuposhatoru */?）號列車是由東海旅客鐵道（JR東海）和愛知環狀鐵道營運，行走於名古屋站至萬博八草站（現時：八草站）之間的普通、快速列車。

## 運行概況
為配合於2005年舉行的愛知萬博（愛・地球博），便開設了此列車以連接市區與會場。該列車於2005年3月1日至9月30日之間提供服務，在運行期間，時間表上會把該列車定義為定期列車。在多客時期會另外開設臨時列車班次。
在定期列車班次中，不論平日與假日時間表中，大約每20分鐘一班，合共有40個往返班次行走。編成方面，在3月23日前和9月26日起，除了早上繁忙時間外，所有班次都是7卡編成（早上繁忙時間為10卡編成）。在3月24日至9月25日之間，所有班次以10卡編成行走。所有班次都是使用來自神領車輛區的211系5000番台行走。
在日本黃金周（4月29日至5月8日），以及暑假至萬博完結期間（7月16日至9月25日）均開辦臨時列車班次，部分班次使用113系10卡編成行走。也有班次的列車（L・LL編成）是由靜岡車輛區借來行走。
萬博八草站（現時：八草站）距離愛知萬博瀨戶會場最近，而在該站轉乘Linimo後，可前往距離長久手會場最近的萬博會場站（現時：愛·地球博紀念公園站）。為此，JR東海發售了來往名古屋近郊區間或東海道新幹線沿線，經愛知環狀鐵道線，來往Linimo萬博會場站之間的來回車票（愛知萬博來回車票），販售此車票可促進「萬博穿梭」號列車的乘車率。後來在2005年日本國際博覧會協會也推薦遊人使用JR和愛環線前往會場，以取代使用地下鐵東山線和Linimo前往會場。理由是Linimo的運輸能力較小，並且使東山線變得十分擁擠。
另外部分車站的車內廣播中，車長會加插英語廣播。
在萬博完結後的2005年10月1日時間表修正，中央本線和愛知環狀鐵道線之間還有直通運輸班次。詳情參見「愛知環狀鐵道線」。

### 停車站
名古屋站 - 金山站 - 鶴舞站 - 千種站 - 大曾根站 - 新守山站 - 勝川站 - 春日井站 - 神領站 - 高藏寺站 - 萬博八草站
- 快速列車通過新守山站、勝川站、春日井站和神領站。
- 由於愛知環狀鐵道線部分區間為單線，因此多數列車會在瀨戶市站、瀨戶口站和山口站作運輸停車（部分列車更會停多於一座車站）。

### 使用車輛
「萬博穿梭」號列車使用JR東海神領車輛區所屬的211系電動列車。當車輛不足時，「萬博穿梭」號列車會使用借自靜岡車輛區的113系。另外在2005年3月24日舉行萬博開會式當天，曾經設有團體專用列車班次，該班次使用特急「信濃」專用的車輛383系。